# Boy Blue
Boy Blue är en låt med E.L.O som finns med på deras album Eldorado från 1974. Låten skrevs av Jeff Lynne och släpptes som singel, men låten fick inga större framgångar.

## Om låten
Låten handlar om en man som kallas Boy Blue. Han har varit bortrest och upplevt många spännande äventyr. Alla blir glada då han återvänder till sin hemstad och invånarna anordnar en stor fest till hans ära och de vill att han ska dela med sig av sina erfarenheter. Mannen berättar att han kommit fram till att alla bör leva utan bekymmer för att bli lyckliga.